# Paul Olaf Bodding
Paul Olaf Bodding (født 2. november 1865 i Gjøvik, Norge, død 25. september 1938 i Odense, Danmark) var en norsk missionær. Bodding gjorde tjeneste i Indien, Santhal Parganas i delstaten Jharkhand, fra januar 1890 til april 1934.
Bodding var med til at fortsætte arbejdet, som påbegyndtes af Santalmissionens stiftere, Lars Olsen Skrefsrud og Hans Peter Børresen. Bodding brugte megen tid på at nedtegne santalfolkets folklore, og han klarlagde basis for santalernes skriftsprog, santali. Han var involveret i en personlig skandale, efter at hans anden hustru, Hans Peter Børresens ældste datter, Ingeborg, forlod ham og stak af sammen med en indiskfødt muslim. Ingeborg Børresen var enke og havde allerede tre børn, da hendes moder Caroline Børresen arrangerede ægteskabet med Bodding. Hun ønskede på den måde at bryde sin datters flerårige forhold til inderen Jaan Mohammed. Bodding giftede sig senere med den danske lægemissionær Christine Larsen Bodding.
Paul Olaf Bodding døde 25. september 1938. Hans grav kan beskues på Assistens kirkegård i Odense. Udenfor Gjøvik kirke i Norge er der rejst en buste af ham.

## Udgivelser
- Materials for a Santali Grammar I, Dumka 1922
- A Chapter of Santal Folklore, Oslo 1924
- Santal Folk Tales (3 volumes), 1925-29
- Studies in Santal Medicine and Connected Folklore (3 volumes), 1925-40
- A Santal Dictionary (5 volumes), 1933-36
- Santal Riddles and Witchcraft among the Santals, 1940